# Slaget ved Bzura
Slaget ved Bzura, også betegnet slaget ved Kutno var et slag under felttoget i Polen i 1939, hvor tyskerne invaderede Polen, hvilket blev begyndelsen på 2. verdenskrig. Slaget stod mellem tyske og polske styrker ved floden Bzura nær byen Kutno, og det sluttede med, at tyskerne sejrede, idet de omringede polakkerne, der til sidst løb tør for ammunition og mad.
| Militær | Spire Denne artikel om militær er en spire som bør udbygges. Du er velkommen til at hjælpe Wikipedia ved at udvide den. |